# Goederenspoorlijn
Een goederenspoorlijn of goederenspoorweg is een spoorlijn waarop geen personenvervoer plaatsvindt, maar die uitsluitend wordt gebruikt voor het vervoer van goederen. "Lokaal" kan hier een betrekkelijk begrip zijn, zo is het hele Rotterdamse havengebied van Rotterdam-zuid tot aan de Maasvlakte voorzien van een uitgebreid spoorwegennet voor uitsluitend goederenvervoer. Indien er sprake is van een aansluiting op de hoofdspoorweg ten behoeve van plaatselijke industrie, dan spreekt men in Nederland van een stamlijn.

## Goederenspoorlijnen in Nederland
Veel goederenspoorlijnen waren spoorlijnen waar oorspronkelijk (ook) personenvervoer plaatsvond. Toen in de jaren '30, '40 en '50 op veel spoorlijnen het personenvervoer werd opgeheven, bleven de lijnen vaak nog jaren in gebruik als goederenspoorlijn. Echter, vooral in de jaren '70 en '80 viel door de opkomst van de vrachtwagen ook het doek voor het goederenvervoer en werden de meeste van deze lijnen gesloten en vervolgens opgebroken. Hieronder staan een paar van die spoorlijnen aangegeven:
- Dokkumer lokaaltje
- Gasselternijveen - Assen
- Borkener baan
- Langstraatspoorlijn

De volgende lijnen in Friesland waren oorspronkelijk tramlijn, maar zijn later omgebouwd tot goederenspoorlijn (allen inmiddels opgebroken):
- Philipslijn (tot 1985)
- Tramlijn Sneek - Bolsward (tot 1968)
- Tramlijn Joure - Lemmer (tot 1968)

Soms is er nog steeds goederenvervoer:
- Spoorlijn Gent - Terneuzen
- Ponlijn (restant van de spoorlijn Kesteren - Amersfoort)
- De IJzeren Rijn tussen de Belgische grens bij Budel en Weert
- De Stamlijn Elzenburg in Oss

Andere lijnen zijn niet gesloopt, maar behouden voor toeristische exploitatie, zoals:
- Museumstoomtram Hoorn - Medemblik
- STAR
- Miljoenenlijn; oorspronkelijk aangelegd als goederenspoorlijn, maar het deel tussen station Kerkrade en station Simpelveld werd van 1949 tot 1988 ook voor personenvervoer gebruikt. Sinds het sluiten van de mijnen in 1969 vond er nauwelijks goederenvervoer meer plaats. Sinds 1995 is het eveneens een museumspoorlijn.

Het komt ook voor dat de lijn buiten gebruik wordt gesteld, maar niet is opgebroken:
- Het Duitse Lijntje tussen Boxtel en Veghel
- IJzeren Rijn tussen Roermond en de grens met Duitsland bij Dalheim

Tot slot is er nog de Spoorlijn Rotterdam - Zevenaar (Betuweroute); deze is speciaal aangelegd voor goederenvervoer tussen Rotterdam en het Ruhrgebied.